# Patzún
Patzún – miasto w Gwatemali, w departamencie Chimaltenango, leżące w odległości 30 km na zachód od stolicy departamentu. Miasto jest siedzibą władz gminy o tej samej nazwie, która w 2012 liczyła 52 365 mieszkańców.